# T-Series
Super Cassettes Industries Private Limited, beter bekend onder de naam T-Series, is een Indiaas platenlabel en filmproductiebedrijf opgericht door Gulshan Kumar op 11 juli 1983. Het is vooral bekend van de soundtracks van Hindi-films en indiepopmuziek.
- International Standard Name Identifier: 0000 0001 0065 5291
- MusicBrainz: d8067fa7-8758-4527-b436-ce5faff3e576
- Virtual International Authority File: 149712556